# Plaça de Catalunya (Sabadell)
La plaça de Catalunya de Sabadell es troba a la confluència dels barris del Centre, la Creu Alta i Hostafrancs. És en una via d'entrada a la ciutat, a l'extrem sud de l'avinguda de Francesc Macià. A la plaça hi ha el Banc Sabadell, l'Hotel Sabadell i el parc de Catalunya.